# Peasiella habei
Peasiella habei is een slakkensoort uit de familie van de Littorinidae. De wetenschappelijke naam van de soort is voor het eerst geldig gepubliceerd in 1998 door Reid & Mak.